# Hôpital de la Marine
Pour les autres significations, voir Hôpital de la Marine (homonymie).
Un hôpital de la Marine, appelé aussi hôpital maritime (mais ce dernier terme est aussi celui d'hôpitaux civils situés en bord de mer comme l'hôpital maritime de Berck), est, en France, un hôpital militaire qui appartient à la Marine nationale et qui est destiné à soigner les matelots, les officiers de marine et plus généralement les militaires et les blessés de guerre.

## Ancien hôpital
- Hôpital de la Marine de Cherbourg
- Hôpital de la Marine de Rochefort
- Hôpital de la Marine de Saint-Mandrier[1] Saint-Louis à Saint-Mandrier. Le 21 septembre 1669, Colbert écrit à monsieur d'Infreville, intendant de la Marine à Toulon, à propos de « l'hôpital de Saint-Mandrier et du Cap Cépé »[réf. souhaitée]. C'est dans la presqu'île du Cap Cépet que fut installé le premier service sanitaire à terre de la Marine. Il était destiné aux quarantaines des armées navales et des corps expéditionnaires. L'établissement religieux et hospitalier, connu sous le nom de Prieuré de Saint-Mandrier, fondé au XIe siècle par Guillaume III, comte de Provence, fut préparé, selon les instructions de Colbert, pour recevoir blessés et malades non contagieux à leur retour de Candie. Il portera d'abord le nom d'Infirmerie Royale de Saint-Louis. L'ancien prieuré est rasé en 1818, et un nouvel hôpital comportant quatre bâtiments et une chapelle est construit entre 1825 et 1829 (actuels bâtiments A, B, C et D de Saint-Georges)[2],[3]. L'hôpital est désaffecté en 1939, l'hôpital Sainte-Anne de Toulon ayant pris le relais après une campagne d'agrandissement. L’hôpital devient l’Ecole des Mécaniciens Chauffeurs et Scaphandriers. En 1971 est inauguré dans ses locaux le Centre d'instruction navale de Saint-Mandrier.

## Hôpital en service
- Hôpital de la Marine de Bordeaux, actuel hôpital d'instruction des armées (HIA) Robert-Picqué, à Villenave-d'Ornon (Gironde)
- Hôpital de la Marine de Brest, actuel HIA Clermont-Tonnerre, à Brest (Finistère) ; le premier hôpital de la marine fut construit en 1684 à Parc-en Coat, l'emplacement actuel ; il fut entièrement détruit par un incendie le 22 novembre 1776[réf. souhaitée] ; à nouveau totalement détruit par les bombardements anglais en 1944, il est reconstruit à partir de 1952
- Hôpital de la Marine de Marseille, actuel HIA Laveran à Marseille (Bouches-du-Rhône)
- Hôpital de la Marine de Toulon, actuel HIA Sainte-Anne, à Toulon (Var) ; mis en service en 1910, devenu en 1966 un hôpital militaire.